# Блюмберг, Виталий Альбертович
Виталий Альбертович Блюмберг — советский учёный в области металлообработки, профессор ЛИЭИ, автор и соавтор более 50 монографий, учебников и учебных пособий, справочников.

## Биография
Даты рождения и смерти выяснить пока не удалось. Первая публикация датирована 1937, последняя — 1987 годом.
С 1936 г. — инженер Ленинградского завода точного машиностроения им. М.Гельца (с 1941 — в эвакуации).
С 1940-х до 1970-х гг. — научный сотрудник Ленинградского дома научно-технической пропаганды. В 1950-е гг. преподавал в ЛПИ им. Калинина, с 1960 года — в ЛИЭИ, профессор.
Кандидат технических наук (1952).

## Научные труды
Список публикаций http://nlr.ru/e-case3/sc2.php/web_gak/lc/10251/6
Некоторые публикации:
- Справочник токаря [Текст]. — Ленинград : Лениздат, 1963. — 451 с. : ил.; 22 см.
- Справочник токаря [Текст]. — 2-е изд., испр. и доп. — Ленинград : Лениздат, 1969. — 448 с. : ил.; 27 см.
- Справочник фрезеровщика [Текст]. — Ленинград : Машиностроение. [Ленингр. отд-ние], 1972. — 358 с. : ил.; 20 см.
- Высокопроизводительная работа на токарном станке [Текст]. — Ленинград : [Лениздат], 1957. — 103 с. : ил.; 20 см. — (Опыт новаторов ленинградской промышленности).
- Приспособления для закрепления деталей в центрах [Текст]. — Ленинград : [б. и.], 1957. — 36 с. : ил.; 21 см. — (Информационно-технический листок/ Ленингр. дом научно-техн. пропаганды. Механическая обработка металлов; 1957. № 78-79).
- Переналаживаемые станочные приспособления [Текст]. — Ленинград : Машиностроение. Ленингр. отд-ние, 1978. — 360 с. : ил.; 22 см.
- Строгальное дело [Текст] / В. А. Блюмберг, канд. техн. наук. — Москва ; Ленинград : Машгиз. [Ленингр. отд-ние], 1957. — 235 с. : ил.; 22 см.
- Какое решение лучше : Метод. расстановки приоритетов / В. А. Блюмберг, В. Ф. Глущенко. — Л. : Лениздат, 1982. — 160 с. : ил.; 20 см.
- Справочник токаря / В. А. Блюмберг, Е. И. Зазерский. — Л. : Машиностроение : Ленингр. отд-ние, 1981. — 406 с. : ил.; 21 см; ISBN В пер. (В пер.)
- Справочник токаря : [Перевод] / В. А. Блюмберг, Е. И. Зазерский. — М. : Мир ; Ханой : Профтехобразование, Б. г. (1987). — 646 с. : ил.; 20 см; ISBN 5-03-000207-3 (В пер.)
- Повышение производительности при работе на расточных станках [Текст] / В. А. Блюмберг, М. А. Сергеев. — Ленинград : Лениздат, 1957. — 132 с. : ил.; 22 см.
- Фрезы [Текст] : (Материалы и конструкции) / В. А. Блюмберг, Ю. Г. Тыминский. — Ленинград : Лениздат, 1954. — 59 с. : ил.; 22 см. — (Библиотечка фрезеровщика-скоростника; Вып. 4).
- Повышение производительности труда при работе на строгальных и долбежных станках [Текст] / В. А. Блюмберг, М. А. Сергеев. — Ленинград : Лениздат, 1953. — 127 с. : ил.; 20 см.
- Токарь-карусельщик [Текст] : [Учеб. пособие для техн. училищ] / В. А. Блюмберг, М. А. Сергеев. — Москва ; Ленинград : Машгиз. [Ленингр. отд-ние], 1959. — 423 с. : ил.; 23 см.
- Токарь-карусельщик [Текст] : [Учеб. пособие для проф.-техн. училищ] / В. А. Блюмберг, М. А. Сергеев. — 2-е изд., перераб. и доп. — Москва ; Ленинград : Машиностроение. [Ленингр. отд-ние], 1964. — 392 с. : ил.; 22 см.
- Скоростное нарезание резьбы на токарном станке [Текст] / В. А. Блюмберг и В. Ф. Гущин ; Под ред. доц. А. Н. Оглоблина. — [Ленинград] : Лениздат, 1948 (Тип. им. Володарского). — 36 с. : черт.; 19 см.
- Скоростное точение при обработке арматуры [Текст] : Опыт работы токаря-скоростника завода им. Жданова В. И. Афанасьева / В. А. Блюмберг и В. Ф. Гущин ; Под ред. доц. А. Н. Оглоблина. — [Ленинград] : Лениздат, 1948 (Тип. им. Володарского). — 44 с. : черт.; 19 см.
- Пути повышения производительности при фрезеровании [Текст] / Под ред. канд. техн. наук С. А. Журавлева. — Москва ; Ленинград : Машиностроение. [Ленингр. отд-ние], 1964. — 128 с. : ил.; 20 см. — (Б-чка фрезеровщика; Вып. 8).
- Резцы [Текст] : (Материалы и конструкции) / В. А. Блюмберг, канд. техн. наук ; Под ред. доц. канд. техн. наук М. А. Ансерова. — Ленинград : [б. и.], 1952. — 34 с. : ил.; 22 см. — (Библиотечка токаря-стахановца / Всесоюз. о-во по распространению полит. и науч. знаний. Ленингр. дом науч.-техн. пропаганды; Вып. 3).
- Производительность и экономичность механизации и автоматизации механической обработки [Текст] / В. А. Блюмберг, П. А. Пакидов ; Под общ. ред. д-ра техн. наук А. А. Маталина. — Москва ; Ленинград : Машгиз. [Ленингр. отд-ние], 1963. — 179 с. : ил.; 22 см.
- Нарезание резьбы на токарных станках [Текст] / В. А. Блюмберг, К. В. Лакур ; Под общ. ред. канд. техн. наук доц. М. А. Ансерова. — Москва ; Ленинград : Машгиз. [Ленингр. отд-ние], 1957. — 69 с. : черт.; 22 см. — (Б-чка токаря-новатора. Издание 2-е, переработанное и дополненное; Вып. 6).
- Обработка деталей на токарных станках [Текст] / В. А. Блюмберг, М. А. Сергеев ; Под общ. ред. канд. техн. наук доц. М. А. Ансерова. — Москва ; Ленинград : Машгиз. [Ленингр. отд-ние], 1958. — 182 с. : ил.; 22 см. — (Б-чка токаря-новатора. Издание 2-е, переработанное и дополненное; Вып. 5).
- Скоростные методы нарезания резьбы [Текст] / канд. техн. наук В. А. Блюмберг, токарь-новатор К. В. Лакур ; Под общ. ред. канд. техн. наук доц. М. А. Ансерова. — Москва ; Ленинград : Машгиз, [Ленингр. отд-ние], 1953. — 51 с. : черт.; 22 см. — (Библиотечка токаря-новатора; Вып. 9).
- Прогрессивные конструкции станочных приспособлений [Текст] / В. А. Блюмберг, Ю. М. Ансеров, Ю. М. Барон и др. ; Под ред. В. А. Блюмберга. — Ленинград : Машиностроение. [Ленингр. отд-ние], 1968. — 271 с. : ил.; 22 см.
- Обработка деталей на токарных и карусельных станках [Текст] / В. А. Блюмберг, М. А. Сергеев, И. С. Амосов, В. А. Скраган ; Под ред. канд. техн. наук В. А. Блюмберга. — Ленинград : Машиностроение. [Ленингр. отд-ние], 1969. — 462 с. : ил.; 21 см. — (Б-чка токаря. Издание 3-е, переработанное и дополненное; Вып. 3).